# Cerejeira-negra
Prunus serotina, comumente chamada cerejeira-negra é uma espécie de árvore pertencente ao gênero Prunus. Esta cerejeira é nativa do leste dos Estados Unidos.

## Fruto
O fruto da P. serotina é bastante apreciado, principalmente na Califórnia, pois tem uma coloração mais escura e um sabor mais diversificado.